# Erythronium rostratum
Erythronium rostratum ist eine Pflanzenart aus der Gattung der Zahnlilien (Erythronium).

## Merkmale
Die Zwiebeln sind 10 bis 20 Millimeter groß und eiförmig. Die Blätter sind 5 bis 18 Zentimeter lang. Die Blattspreite ist grün, unregelmäßig gefleckt, elliptisch-lanzettlich bis eiförmig oder elliptisch, mehr oder weniger flach, ganzrandig und bereift. Der Schaft ist 3 bis 10 Zentimeter lang. Der Blütenstand ist einblütig. 
Während der Blütezeit halten sich die Blüten aufrecht. Die Blütenblätter sind 20 bis 34 Millimeter groß, lanzettlich und zur Blütezeit am weitesten ausgebreitet. Sie sind gelb gefärbt, die Blattunterseite ist rot-rosa oder orange. Die Inneren besitzen stark ausgeprägte und auffällige Öhrchen, welche die Staubfäden beinahe umschließen. Die Staubblätter sind 13 bis 17 Millimeter groß. Die Staubfäden sind lanzettlich und gelb. Der Pollen ist ebenfalls gelb. Die Griffel sind 8 bis 11 Millimeter groß, grünlich gelb, bleibend und zum Ende mit der Narbe hin angeschwollen. Sie bilden auf den Kapseln einen Schnabel. Die Lappen der Narbe sind 1 Millimeter groß, aufrecht und kurz. Die Kapseln sind ohne Schnabel 15 bis 25 Millimeter lang. Sie sind zur Reife auf den nach unten gebogenen Blütenstandsachsen aufgerichtet und ellipsoidisch bis eiförmig. Ihre Spitze ist lang geschnäbelt. 
Die Blütezeit liegt im Frühling.
Die Chromosomenzahl beträgt 2n = 24. An der westlichen Grenze des Verbreitungsgebietes wurden auch triploide Exemplare gefunden.

## Vorkommen
Erythronium rostratum kommt in den US-Bundesstaaten Alabama, Arkansas, Kansas, Kentucky, Louisiana, Mississippi, Missouri, Ohio, Oklahoma, Tennessee und Texas vor. Die Art wächst in Wäldern und ist oftmals in Überschwemmungsgebieten und entlang von Fließgewässern anzutreffen in Höhenlagen von 0 bis 500 Meter.

## Belege
- Geraldine A. Allen, Kenneth R. Robertson: Erythronium rostratum. In: Flora of North America Editorial Committee: Flora of North America. Bd. 26, S. 153, 154, 162. (online)